# IC 3996
IC 3996 — галактика типу * (зірка) у сузір'ї Гончі Пси.
Цей об'єкт міститься в оригінальній редакції індексного каталогу.